# Flory Jagoda

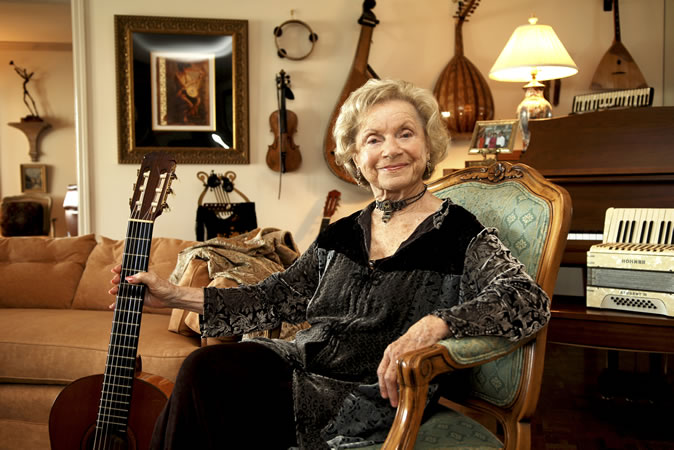
Flory Jagoda, 2002

Flory Jagoda (* 21. Dezember 1923 in Sarajevo, Jugoslawien; † 29. Januar 2021 in Alexandria, Virginia) war eine jugoslawisch-US-amerikanische Songwriterin und Sängerin sephardischer Musik.

## Leben
Flory (Florica) wuchs in einer sephardischen Familie auf, in der Ladino gesprochen wurde. Ihr Vater Samuel Papo war Musiker. Ihre Eltern trennten sich nach wenigen Jahren und Flory zog mit ihrer Mutter Rosa Altarač nach Vlasenica, wo diese aufgewachsen war. Die Mutter heiratete erneut und zog nach Zagreb; Flory blieb zunächst bei ihrer Großmutter in Vlasenica, folgte dann aber nach Zagreb und wurde von ihrem Stiefvater Michael Kabilio adoptiert, sie trug seither den Namen Florica Kabilio. Sie eignete sich Musik in ihrem familiären Umfeld an und bekam in Zagreb Klavier- und Ballettunterricht; von ihrem Stiefvater bekam sie ein Akkordeon geschenkt, dessen Spiel sie schnell erlernte. Nach dem deutschen Einmarsch in Jugoslawien und der Errichtung des Unabhängigen Staates Kroatien als Marionettenregime durfte sie als Jüdin keine Schule mehr besuchen.
Die Familie floh zunächst an die nicht zum Unabhängigen Staat Kroatien gehörende, sondern von Italien besetzte dalmatinische Küste und konnte nach dem Ende des Faschismus in Italien als Flüchtlinge nach Bari gelangen. Dort arbeitete Flory als Übersetzerin für die United States Army. Sie lernte den US-amerikanischen Soldaten Harry Jagoda (1913–2014) kennen, einen in Polen geborenen und in Youngstown, Ohio aufgewachsenen aschkenasischen Juden, heiratete diesen am 24. Juni 1945 und folgte ihm 1946 in die USA. Das Paar zog nach Washington, D.C.; Harry Jagoda war als Bauunternehmer und Bankdirektor tätig.
Wie Flory Jagoda erst Jahre später erfuhr, war ihre Familie in Vlasenica am 6. Mai 1942 von Ustascha-Mitgliedern ermordet worden; diese töteten alle 60 Juden, die sie in dem Ort vorfanden, davon waren 42 mit Flory Jagoda verwandt. Ihre Eltern konnten 1948 von Italien aus in die USA auswandern.
Flory Jagoda bekam vier Kinder, die zwischen 1947 und 1959 geboren wurden. 1956 erfolgte der Umzug der Familie nach Falls Church, Virginia. Flory gab privaten Klavier- und Akkordeon-Unterricht, musizierte im privaten Rahmen und war Mitbegründerin der Jewish Folk Arts Society, auf deren Feiern sie auftrat. Nach dem Tod ihrer Mutter (1972) begann sie, die Lieder aufzuschreiben, die sie als Kind von ihrer Großmutter und anderen Verwandten gelernt hatte.
Ihr erstes öffentliches Konzert gab sie 1982 in der Sixth & I Historic Synagogue in Washington. Von da ab trat sie häufig mit Konzerten auf (oft begleitet von ihren Kindern), auf denen sie die Lieder aus ihrer Kindheit und selbstgeschriebene Lieder spielte, gab Workshops und hielt Vorträge. Konzertreisen führten sie 1985 nach Jugoslawien und 1994 nach Spanien, 1999 trat sie in Wien auf.
Unter anderem sang sie Wiegenlieder für Kinder, traurige Romanzen über die verlassene Heimat, Lieder zu Chanukka, Lieder über die Belagerung Jerusalems und über viele weitere Themen. Sie war eine Kultfigur der amerikanischen Ethnomusik und der sephardischen Szene. Flory Jagoda nahm eine Reihe von Alben mit sephardischen Volksliedern und einigen Eigenkompositionen auf. Ihre Stimme wirkte jung und schön, und ihr Gesang war unnachahmlich. In dieser Art und Weise verschmelzen die originellste Richtung der spanischen Melodien mit Klängen des Orients und den unverwechselbaren Rhythmen des Balkans.
Eines ihrer bekanntesten selbstgeschriebenen Lieder, das Chanukka-Lied Ocho Kandelikas (acht Kerzlein) wurde von zahlreichen Bands und Interpreten gecovert, unter anderem von Pink Martini sowie von Yasmin Levy.
Jagoda starb Ende Januar 2021 im Alter von 97 Jahren.

## Alben
- 1983: Songs of My Grandmother = Kantikas Di Mi Nona, Altarasa 1001 (auch als CD: 1995, Global Village CD 169)
- 1983: Memories of Sarajevo (More Sephardic Songs), Altarasa 1002-A
- 1992: Flory Jagoda & Family, La Nona Kanta – The Grandmother Sings, CD, Global Village CD 155 (mit ihrem Sohn Elliot Jagoda und ihrer Tochter Lori Jagoda Lowell)

## Songbook
- 1993: The Flory Jagoda Songbook, ISBN 0-933676-37-9

## Reportagen
- 2002: The Key From Spain: The Songs and Stories of Flory Jagoda,. Dokumentarfilm von Ankica Petrović.